# جبل الربيعة
جبل الربيعة جبل يقع بشمال غربي الجمهورية التونسية بولاية جندوبة، شمال مدينة جندوبة. يبلغ ارتفاعه 627 م.